# 邢有忭
邢有忭（1560年—？），字惟慎，號怡亭，山東萊州府昌邑縣人，民籍，明朝政治人物。

## 生平
萬曆十年（1582年）壬午科十四名舉人。萬曆十四年（1586年）丙戌科会试二百二十六名，三甲第二百二十五名進士。户部观政，历官直隸河間縣知縣、国子监博士、南京工部虞衡司主事、江西九江府知府、平凉府知府，三十五年七月升四川按察司副使。

## 事跡
河間縣知县夏之臣、邢有忭曾在河間城建一鑑亭，後來“鉴亭夏霁”成為“河间八景”之一。

## 家族
曾祖父邢瓘，曾任推官；祖父邢時舉，累贈中憲中夫都察院右僉都御史；父親邢尚寬，選貢生縣丞。嫡母翟氏；生母劉氏。具庆下。兄有恒（廪生）、有恪（礼部儒士）。